# Maison Bastide
La maison Bastide est une maison située à Largentière, en France.

## Localisation
La maison est située sur la commune de Largentière, dans le département français de l'Ardèche.

## Historique
L'édifice est classé au titre des monuments historiques en 1928.